# Oxydia agliata
Oxydia agliata är en fjärilsart som beskrevs av Achille Guenée 1858. Oxydia agliata ingår i släktet Oxydia och familjen mätare. Inga underarter finns listade i Catalogue of Life.